# Pýrgos Diroú
Pýrgos Diroú (Pyrgos Dirou) är en ort i Grekland.   Den ligger i prefekturen Lakonien och regionen Peloponnesos, i den södra delen av landet, 190 km sydväst om huvudstaden Aten. Pýrgos Diroú ligger 197 meter över havet och antalet invånare är 246.
Terrängen runt Pýrgos Diroú är varierad. Havet är nära Pýrgos Diroú västerut. Runt Pýrgos Diroú är det glesbefolkat, med 15 invånare per kvadratkilometer. Närmaste större samhälle är Areópoli, 4,4 km norr om Pýrgos Diroú. 